# Ohm (unitat)
L'ohm és la unitat del SI per a la resistència elèctrica. Es tracta d'una unitat derivada amb nom propi i amb un símbol particular que és la lletra grega omega majúscula (Ω). L'ohm rep el seu nom per George Ohm, el físic alemany que va descobrir la relació entre el voltatge i el corrent elèctric, materialitzada a la llei d'Ohm.
Per definició a la llei d'Ohm, 1 ohm és igual a 1 volt dividit per 1 amper que circula directament en un corrent elèctric respectant els seus electrons. En altres paraules, si a un dispositiu que tinga una resistència d'1 Ω se li aplica un voltage d'1 volt, circularà per ell un corrent d'1 amper.
Un miler d'ohms s'anomena un kiloohm, un milió d'ohms s'anomena megaohm.
Una mesura en ohms és la recíproca d'una en siemens, la unitat en el SI de la conductància elèctrica.
Es van desenvolupar diverses unitats estàndard derivades empíricament per a la resistència elèctrica en relació amb la pràctica dels inicis de la telegrafia, i la British Science Association va proposar una unitat derivada d'unitats de massa, longitud i temps existents, i d'una escala convenient per al treball pràctic tan aviat com 1861.
Després de la redefinició de 2019 de les unitats base SI, en què l'Ampere i el quilogram es van redefinir en termes de constants fonamentals, ara l'ohm també es defineix com un valor exacte en termes d'aquestes constants.

## Definició

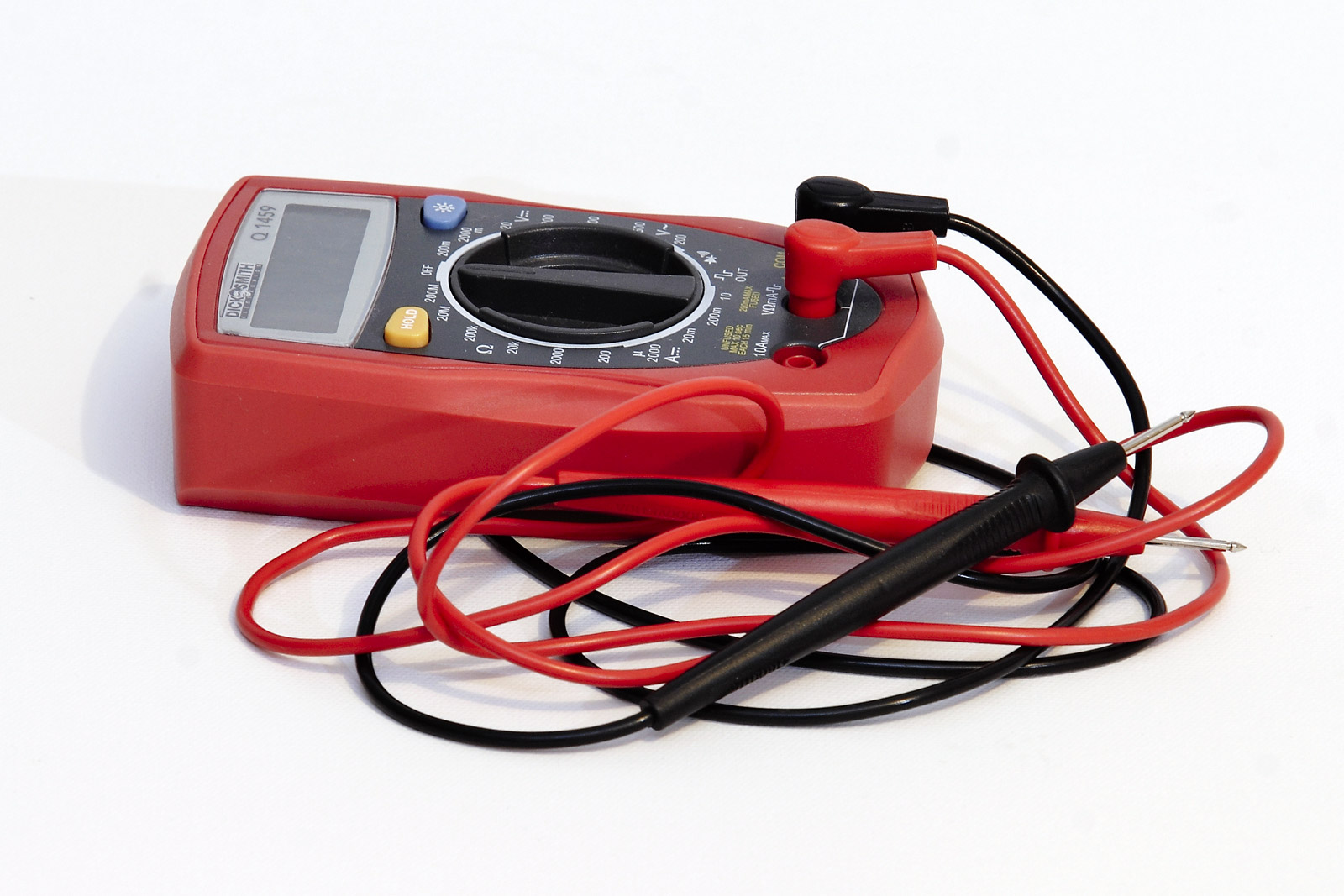
Una de les funcions de molts tipus de polímetres és la mesura de la resistència en ohms.

L'ohm es defineix com una resistència elèctrica entre dos punts d'un conductor quan una diferència de potencial constant d'un volt, aplicada a aquests punts, produeix en el conductor un corrent d'un ampere, el conductor no sent la seu de cap força electromotriu.
{\displaystyle \Omega ={\dfrac {\text{V}}{\text{A}}}={\dfrac {1}{\text{S}}}={\dfrac {\text{W}}{{\text{A}}^{2}}}={\dfrac {{\text{V}}^{2}}{\text{W}}}={\dfrac {\text{s}}{\text{F}}}={\dfrac {\text{H}}{\text{s}}}={\dfrac {{\text{J}}{\cdot }{\text{s}}}{{\text{C}}^{2}}}={\dfrac {{\text{kg}}{\cdot }{\text{m}}^{2}}{{\text{s}}{\cdot }{\text{C}}^{2}}}={\dfrac {\text{J}}{{\text{s}}{\cdot }{\text{A}}^{2}}}={\dfrac {{\text{kg}}{\cdot }{\text{m}}^{2}}{{\text{s}}^{3}{\cdot }{\text{A}}^{2}}}}
on apareixen les unitats següents: volt (V), ampere (A), siemens (S), watt (W), segon (s), farad (F), henry (H), joule (J), coulomb (C).), quilogram (kg) i metre (m).
En molts casos, la resistència d'un conductor és aproximadament constant dins d'un determinat rang de voltatges, temperatures i altres paràmetres. Aquestes s'anomenen resistències lineals. En altres casos la resistència varia, com en el cas del termistor, que presenta una forta dependència de la seva resistència amb la temperatura.
Als EUA, una vocal de les unitats prefixades kiloohm i megaohm s'omet habitualment, produint kilohm i megohm.
En els circuits de corrent altern, la impedància elèctrica també es mesura en ohms.

## Conversions
El siemens (símbol: S) és la unitat derivada del SI de la conductància elèctrica i l'admitància, coneguda històricament com a mho (ohm escrit al revés, el símbol és ℧); és el invers multiplicatiu de l'ohm (Ω).

## Potència en funció de la resistència
La potència dissipada per una resistència es pot calcular a partir de la seva resistència i del voltatge o corrent implicat. La fórmula és una combinació de la llei d'Ohm i la llei de Joule:{\displaystyle P=VI={\frac {V^{2}}{R}}=I^{2}R,}on P és la potència, R és la resistència, V és la tensió a través de la resistència i I és el corrent a través de la resistència.
Una resistència lineal té un valor de resistència constant sobre totes les tensions o corrents aplicades; moltes resistències pràctiques són lineals en un rang útil de corrents. Les resistències no lineals tenen un valor que pot variar en funció de la tensió (o corrent) aplicada. Quan s'aplica corrent altern al circuit (o quan el valor de la resistència és una funció del temps), la relació anterior és certa en qualsevol instant, però el càlcul de la potència mitjana durant un interval de temps requereix la integració de la potència «instantània» durant aquest interval..
Com que l'ohm pertany a un sistema coherent d'unitats, quan cadascuna d'aquestes magnituds té la seva unitat SI corresponent (watt per P, ohm per R, volt per V i Ampere per I, que estan relacionades com a § Definition) aquesta fórmula continua sent vàlida numèricament quan s'utilitzen aquestes unitats (i es consideren cancel·lades o omeses).

## Història
El ràpid auge de l'electrotecnologia a la darrera meitat del segle xix va crear una demanda d'un sistema racional, coherent, coherent i internacional d'unitats per a magnituds elèctriques. Els telègrafs i altres primers usuaris d'electricitat al segle XIX necessitaven una unitat de mesura estàndard pràctica per a la resistència. La resistència s'expressava sovint com un múltiple de la resistència d'una longitud estàndard de cables telegràfics; diferents agències utilitzaven bases diferents per a un estàndard, de manera que les unitats no eren fàcilment intercanviables. Les unitats elèctriques així definides no eren un sistema coherent amb les unitats d'energia, massa, longitud i temps, per la qual cosa calia utilitzar factors de conversió en els càlculs relacionats amb l'energia o la potència amb la resistència.
Es poden triar dos mètodes diferents per establir un sistema d'unitats elèctriques. Es podrien especificar diversos artefactes, com ara una longitud de cable o una cèl·lula electroquímica estàndard, que produeixen quantitats definides de resistència, tensió, etc. Alternativament, les unitats elèctriques es poden relacionar amb les unitats mecàniques definint, per exemple, una unitat de corrent que dona una força especificada entre dos cables, o una unitat de càrrega que dona una unitat de força entre dues càrregues unitats. Aquest últim mètode garanteix la coherència amb les unitats d'energia. Definir una unitat de resistència que sigui coherent amb les unitats d'energia i de temps vigents també requereix definir unitats de potencial i corrent. És desitjable que una unitat de potencial elèctric forci una unitat de corrent elèctric a través d'una unitat de resistència elèctrica, fent una unitat de treball en una unitat de temps, en cas contrari, tots els càlculs elèctrics requeriran factors de conversió.
Com que les anomenades unitats «absolutes» de càrrega i corrent s'expressen com a combinacions d'unitats de massa, longitud i temps, l'anàlisi dimensional de les relacions entre potencial, corrent i resistència mostra que la resistència s'expressa en unitats de longitud per temps. Algunes definicions inicials de la unitat de resistència, per exemple, definien una unitat de resistència com un quadrant de la Terra per segon.
El sistema d'unitats absolutes relaciona les magnituds magnètiques i electroestàtiques amb les unitats mètriques de massa, temps i longitud. Aquestes unitats tenien el gran avantatge de simplificar les equacions utilitzades en la resolució de problemes electromagnètics, i eliminaven els factors de conversió en els càlculs sobre magnituds elèctriques. Tanmateix, les unitats centímetre-gram-segon, CGS, van resultar tenir mides poc pràctiques per a mesures pràctiques.
Es van proposar diversos estàndards d'artefactes com a definició de la unitat de resistència. El 1860 Werner Siemens (1816–1892) va publicar un suggeriment per a un estàndard de resistència reproduïble a Annalen der Physik und Chemie de Poggendorff. Va proposar una columna de mercuri pur, d'un mil·límetre quadrat de secció, d'un metre de llargada: unitat de mercuri de Siemens. Tanmateix, aquesta unitat no era coherent amb altres unitats. Una proposta va ser idear una unitat basada en una columna de mercuri que fos coherent, en efecte, ajustant la longitud per fer que la resistència sigui d'un ohm. No tots els usuaris de les unitats tenien els recursos per dur a terme experiments de metrologia amb la precisió requerida, per la qual cosa es requerien estàndards de treball basats nocionalment en la definició física.
L'any 1861, Latimer Clark (1822–1898) i Sir Charles Bright (1832–1888) van presentar un article a la reunió de l'Associació Britànica per a l'Avenç de la Ciència suggerint que s'establissin estàndards per a unitats elèctriques i suggerint que es derivessin noms per a aquestes unitats de filòsofs eminents, «Ohma», «Farad» i «Volt». El BAAS el 1861 va nomenar un comitè que inclou Maxwell i Thomson per informar sobre els estàndards de resistència elèctrica. Els seus objectius eren idear una unitat de mida convenient, part d'un sistema complet de mesures elèctriques, coherent amb les unitats d'energia, estable, reproduïble i basada en el sistema mètric francès. En el tercer informe del comitè, 1864, la unitat de resistència es coneix com a «unitat BA o Ohma (Report of the British Association for the Advancement of Scienced)». El 1867 la unitat es coneix com simplement ohm.
El BA ohm estava pensat per ser de 10⁹ unitats CGS, però a causa d'un error en els càlculs, la definició era un 1,3% massa petita. L'error va ser important per a la preparació dels estàndards de treball.
El 21 de setembre de 1881 el Congrès international des électriques (conferència internacional d'electricistes) va definir una unitat pràctica d'ohm per a la resistència, basada en unitats CGS, utilitzant una columna de mercuri d'1 mm² de secció transversal, aproximadament 104,9 cm de llarg a 0 °C, similar a l'aparell suggerit per Siemens.
Un ohm legal, un estàndard reproduïble, va ser definit per la conferència internacional d'electricistes de París el 1884 com la resistència d'una columna de mercuri de pes especificat i 106 cm de llargada; aquest era un valor de compromís entre la unitat BA (equivalent a 104,7 cm), la unitat Siemens (100 cm per definició) i la unitat CGS. Encara que es diu «legal», aquesta norma no va ser adoptada per cap legislació nacional. L'ohm «internacional» va ser recomanat per resolució unànime al Congrés Elèctric Internacional de 1893 a Chicago. La unitat es basava en l'ohm igual a 10⁹ unitats de resistència del sistema CGS d'unitats electromagnètiques. L'ohm internacional està representat per la resistència que s'ofereix a un corrent elèctric invariable en una columna de mercuri d'àrea de secció transversal constant 106,3 cm de llargària de massa 14,4521 grams i 0 °C. Aquesta definició es va convertir en la base per a la definició legal de l'ohm en diversos països. El 1908, aquesta definició va ser adoptada per representants científics de diversos països a la Conferència Internacional sobre Unitats i Normes Elèctriques a Londres. L'estàndard de la columna de mercuri es va mantenir fins a la Conferència General de Peses i Mesures de 1948, en què l'ohm es va redefinir en termes absoluts en comptes de ser un estàndard d'artefacte.
A finals del segle xix, les unitats eren ben enteses i coherents. Les definicions canviarien amb poc efecte sobre els usos comercials de les unitats. Els avenços de la metrologia van permetre formular definicions amb un alt grau de precisió i repetibilitat.

### Unitats històriques de resistència
| Unitat                          | Definició                                                                         | Valor en BA ohms | Observacions                                                             |
| ------------------------------- | --------------------------------------------------------------------------------- | ---------------- | ------------------------------------------------------------------------ |
| Peu absolut/segon × 10 7        | utilitzant unitats Imperials                                                      | 0,3048           | considerat obsolet fins al 1884                                          |
| La unitat de Thomson            | utilitzant unitats Imperials                                                      | 0,3202           | 100 milions ft/s (30.480 km/s), considerat obsolet fins i tot el 1884    |
| Unitat de coure Jacobi          | Un cable de coure especificat 25 peus (7.620 m) llarg amb un pes 345 gr (22,36 g) | 0,6367           | Usat a la dècada de 1850                                                 |
| Unitat absoluta de Weber × 10 7 | Basat en el metre i el segon                                                      | 0,9191           |                                                                          |
| Unitat de mercuri Siemens       | 1860. Una columna de mercuri pur                                                  | 0,9537           | 100 cm i 1 mm² de secció transversal a 0 °C                              |
| Associació Britànica (BA) "ohm" | 1863                                                                              | 1.000            | Bobines estàndard dipositades a l'Observatori de Kew el 1863             |
| Digney, Breguet, suís           |                                                                                   | 9.266–10.420     | Filferro de ferro 1 km de llargada i 4 mm² de secció transversal         |
| Matthiessen                     |                                                                                   | 13,59            | 1 milla (1.609 km) de filferro de coure pur a 15,5 °C                    |
| Varley                          |                                                                                   | 25,61            | Una milla d'especial fil de coure de 1⁄16 polzades de diàmetre           |
| milla alemanya                  |                                                                                   | 57,44            | Una milla alemanya (8.238 yd o 7.533 m) de filferro de ferro de diàmetre |
| Abohm                           |                                                                                   | 10−9             | Unitat absoluta electromagnètica en unitats centímetre–gram–segon        |
| Statohm                         |                                                                                   | 8,987551787×1011 | Unitat absoluta electroestàtica en unitats centímetre–gram–segon         |

## Realització d'estàndards
El mètode de la columna de mercuri per realitzar un ohm estàndard físic va resultar difícil de reproduir, a causa dels efectes de la secció transversal no constant del tub de vidre. L'Associació Britànica i altres van construir diverses bobines de resistència, per servir com a estàndards d'artefacte físic per a la unitat de resistència. L'estabilitat i la reproductibilitat a llarg termini d'aquests artefactes era un camp d'investigació en curs, ja que es van detectar i analitzar els efectes de la temperatura, la pressió de l'aire, la humitat i el temps sobre els estàndards.
Encara s'utilitzen estàndards d'artefactes, però els experiments de metrologia relacionats amb inductors i condensadors dimensionats amb precisió van proporcionar una base més fonamental per a la definició de l'ohm. Des de 1990 s'utilitza l'efecte Hall quàntic per definir l'ohm amb alta precisió i repetibilitat. Els experiments quàntics de Hall s'utilitzen per comprovar l'estabilitat dels estàndards de treball que tenen valors convenients per a la comparació.
Després de la redefinició de 2019 de les unitats base SI, en què l'ampere i el quilogram es van redefinir en termes de constants fonamentals, l'ohm també es defineix en termes d'aquestes constants.

## Símbol
El símbol Ω va ser suggerit, a causa del so semblant d'ohm i omega, per William Henry Preece el 1867. En els documents impresos abans de la Segona Guerra Mundial, el símbol de la unitat sovint consistia en l'omega (ω) en minúscula, de manera que 56 Ω s'escriuen com 56 ω.
Històricament, algunes aplicacions de programari d'edició de documents han utilitzat la tipografia Símbol per representar el caràcter Ω. Quan el tipus de lletra no és compatible, es mostra una W ("10 W" en lloc de "10 Ω", per exemple). Com que W representa el watt, la unitat SI de potència, això pot generar confusió, fent preferible l'ús del punt de codi Unicode correcte.
Quan el conjunt de caràcters està limitat a ASCII, l'estàndard IEEE 260.1 recomana substituir el símbol ohm per Ω.
A la indústria electrònica és habitual utilitzar el caràcter R en comptes del símbol Ω, per tant, una resistència de 10 Ω es pot representar com 10R. Això forma part del codi RKM. S'utilitza en molts casos en què el valor té un decimal. Per exemple, 5,6 Ω apareix com a 5R6, o 2200 Ω apareix com a 2K2. Aquest mètode evita passar per alt el punt decimal, que pot no ser representat de manera fiable en components o en duplicar documents.
Unicode codifica el símbol com a U+2126 Ω signe d'ohm, diferent de l'omega grec entre els símbols semblants a lletres, però només s'inclou per compatibilitat cap enrere i és preferible el caràcter omega majúscul grec U+03A9 Ω lletra mayúscula grega omega (HTML &#937;⧼dot-separator⧽ &ohm;, &Omega;). A MS-DOS i Microsoft Windows, el codi alt ALT 234 pot produir el Símbol Ω. A Mac OS, ⌥ Opt+Z fa el mateix.